# Jessica Lindellová-Vikarbyová
Jessica Lindellová-Vikarbyová (* 7. února 1984 Huddinge) je bývalá švédská reprezentantka v alpském lyžování, specializující se především na obří slalom, Super G a sjezd. Na Světovém šampionátu 2015 ve Vailu a Beaver Creeku vybojovala bronzovou medaili v obřím slalomu. Ve stejné disciplíně se také stala juniorskou mistryní světa na šampionátu 2003 v Briançonnais. Ve Světovém poháru jezdila v letech 2002–2015 a profesionální kariéru ukončila 14. července 2015.
Švédsko reprezentovala na Zimních olympijských hrách 2006 v Turíně, na Vancouverské olympiádě 2010 a potřetí v Soči 2014, kde 7. místo z obřího slalomu znamenalo její nejlepší olympijský výsledek kariéry.
Ve světovém poháru vyhrála dva závody. První triumf zaznamenala během sezóny 2005/2006 v lednovém Super-G v Cortině d'Ampezzo. Druhou trofej přidala v prosinci 2013 z obřího slalomu konaného v Beaver Creeku. V tomto seriálu závodů debutovala 26. října 2002, ve věku osmnácti let. V dílčím hodnocení jednotlivých disciplín obsadila v sezóně 2014 konečné 2. místo v obřím slalomu. V celkové klasifikaci pak byla danou sezónu hodnocena na 11. příčce.

## Vítězství ve Světovém poháru
- 2 vítězství
  - 1 vítězství v obřím slalomu
  - 1 vítězství v Super G
- 8krát na stupních vítězů (do třetího místa; 5x obří slalom, 3x Super-G)

| Sezóna | datum             | místo konání                | disciplína  | pořadí |
| 2008   | 2. prosince 2007  | Lake Louise, Kanada         | Super-G     | 3.     |
| 2009   | 26. ledna 2009    | Cortina d'Ampezzo, Itálie   | Super-G     | 1.     |
| 2009   | 2. února 2009     | Garmisch, Německo           | Super-G     | 3.     |
| 2014   | 1. prosince 2013  | Beaver Creek, Spojené státy | obří slalom | 1.     |
| 2014   | 15. prosince 2013 | Svatý Mořic, Švýcarsko      | obří slalom | 2.     |
| 2014   | 28. prosince 2013 | Lienz, Rakousko             | obří slalom | 2.     |
| 2014   | 7. března 2014    | Åre, Švédsko                | obří slalom | 3.     |
| 2014   | 16. března 2014   | Lenzerheide, Švýcarsko      | obří slalom | 3.     |

## Konečné pořadí ve Světovém poháru
| Sezóna |         |            |             |            |            |            |            |
| Věk    | Celkové | Slalom     | Obří slalom | Super-G    | Sjezd      | Kombinace  |            |
| 2003   | 19 let  | 52.        | –           | 32.        | 53.        | 25.        | 9.         |
| 2004   | 20 let  | nezávodila | nezávodila  | nezávodila | nezávodila | nezávodila | nezávodila |
| 2005   | 21 let  | 65.        | –           | 38.        | –          | 24.        | —          |
| 2006   | 22 let  | 34.        | –           | 31.        | 32.        | 19.        | 9.         |
| 2007   | 23 let  | 67.        | –           | 27.        | 34.        | 52.        | 42.        |
| 2008   | 24 let  | 32.        | –           | 19.        | 15.        | 52.        | 27.        |
| 2009   | 25 let  | 24.        | –           | 33.        | 6.         | 37.        | 33.        |
| 2010   | 26 let  | 49.        | –           | 33.        | 23.        | 41.        | 22.        |
| 2011   | 27 let  | 48.        | –           | 37.        | 17.        | 46.        | 31.        |
| 2012   | 28 let  | 18.        | –           | 10.        | 10.        | –          | —          |
| 2013   | 29 let  | 34.        | –           | 8.         | 26.        | –          | —          |
| 2014   | 30 let  | 11.        | –           | 2.         | 33.        | –          | —          |